# Vestfoldbanan
Vestfoldbanan (norska: Vestfoldbanen) är en 148 kilometer lång järnvägssträcka från Drammen genom Vestfold till Skien i Norge.

## Historia
Banan kallades ursprungligen Grevskapsbanan.  Sträckan Drammen–Larvik invigdes av Oscar II 3 oktober 1881. Banan var inte helt klar (invigningstidpunkten baserades på att kungen var i Norge då), utan trafiken inleddes i december. Sträckan Larvik–Skien öppnades 1882.  Spårvidden var då 1067 mm.
Vestfoldbanan har haft fler sidobanor.  År 1881 öppnades Hortenlinjen från Skoppum till Horten.  År 1895 öppnades sträckan från Eidanger till Brevik.  Det fanns även sidobanor från Tønsberg till Eidsfoss (Tønsberg–Eidsfossbanan som öppnades 1901) och från Holmestrand till Hvittingfoss (Holmestrand–Vittingfossbanan som öppnades 1902).  De två sistnämnda sträckorna lades ned 1938. Från Skien övergår banan i Bratsbergbanen.
Banan byggdes om från smalspår till normalspår 1949. Mellam Eidanger och Skien var det dessförinnan treskensspår, som gjorde det möjligt att köra både smalspåriga vagnar och de normalspåriga vagnar som gick från Brevik till Notodden och vidare till Rjukan. Vestfoldbanen elektrifierades 1957. Persontrafiken till Brevik lades ned på 60-talet, och på 80-talet upphörde även godstrafiken och delar av spåret revs. Sträckan Porsgrunn–Norcem sementfabrikk används fortfarande för godstrafik.
Två nya korta dubbelspårsträckor byggdes på 1990-talet söder om Drammen.
Avsnittet Larvik till Porsgrunn stängdes temporärt i december 2023 av Statens Jernbanetilsyn eftersom BaneNor inte inlämnat erforderlig dokumentation. BaneNor hade använt ett tillfälligt tillstånd sedan 2018 som periodvis förlängdes. 1 Oktober 2023 började Statens Jernbanetilsyn ta ut böter på 10000 NOK per dag. 1 december gick tillståndet ut. Nästföljande vardag stoppade Statens Jernbanetilsyn trafiken och operatören Via fick sätta in ersättningsbussar.

## Utbyggnad
Det finns planer på att bygga om banan helt mellan Drammen och Porsgrunn.
Delsträckor:
- Drammen – Kobbervikdalen, 9 km, dubbelspår innan 2024.
- Kobbervikdalen – Skoger, 5 km, dubbelspår klart 1995.
- Skoger – Holm, 12 km, dubbelspår klar 2001.
- Holm – Nykirke, 14 km, dubbelspår klar 2016[3].
- Nykirke – Barkåker, 14 km, dubbelspår innan 2024.
- Barkåker – Tønsberg, 6 km, dubbelspår klar 2011.
- Tønsberg – Farriseidet, dubbelspår, osäker tidpunkt, men troligen klart omkring 2032.
- Farriseidet – Porsgrunn, 23 km, dubbelspår klar 2018.

Det planeras bli sammanhängande dubbelspår Drammen – Tønsberg innan 2024, och annars behålls enkelspår tills vidare. Dubbelspår Tønsberg – Larvik beräknas vara klart omkring 2032.[källa behövs]

## Stationer
Tågen på Vestfoldbanan går i dag från Oslo S.  Stationerna från Oslo S till Drammen är därför medtagna trots att de hör till Drammenbanan.

### Stationer påDrammenbanan
- Oslo Sentralstasjon (Oslo S)
- Nationaltheatret
- Skøyen
- Lysaker
- Sandvika
- Asker

### Stationer på Vestfoldbanan
- Drammen
- Sande
- Holmestrand
- Skoppum
- Tønsberg
- Stokke
- Torp (bussförbindelse till Sandefjords flygplats, 3 km)
- Sandefjord
- Larvik
- Porsgrunn
- Skien

### Nedlagda stationer på Vestfoldbanan
- Nykirke
- Adal
- Barkåker
- Sem
- Råstad
- Jåberg
- Kjose
- Eikenes
- Oklungen

(med flera)